# Греділь Володимир Ярославович
Володимир Ярославович Греділь (9 березня 1977, м. Жовква — 12 березня 2022, Дніпропетровська область) — солдат Збройних Сил України, учасник російсько-української війни, що загинув у ході російського вторгнення в Україну в 2022 році.

## Життєпис
Володимир Греділь народився 9 березня 1977 року в місті Жовква на Львівщині. Навчався в духовній семінарії. 24 травня 2000 року вступив до Василіянського Чину і 21 вересня 2000 року був висвячений на священника. На облечинах отримав ім'я Святослав. 13 червня 2002 року склав перші обіти. Виконував душпастирське служіння у василіянському монастирі в Івано-Франківську. У 2005 році покинув Василіянський Чин, а згодом залишив священство і одружився.
З початком повномасштабного російського вторгнення в Україну бійця мобілізували до лав Збройних сил України. Загинув 12 березня 2022 року у Дніпропетровській області під час бойового зіткнення та масованого артилерійського обстрілу від російських окупантів. Чин похорону
проходив 23 березня 2022 року в рідному місті, відправа відбулася у храмі отців василіян.

## Родина
У загиблого залишились дружина Ірина та двоє дітей Адріан і Вероніка.

## Нагороди
- Орден «За мужність» III ступеня (2022, посмертно) — за особисту мужність і самовіддані дії, виявлені у захисті державного суверенітету та територіальної цілісності України, вірність військовій присязі[4].

## Ушанування пам'яті
23 березня 2022 року у Жовківській міській громаді було оголошено Днем жалоби.